# حادثة طعن سليندر مان
في 31 مايو 2014، في واكيشا بولاية ويسكونسن، قامت فتاتان تبلغان من العمر 12 عامًا باستدراج صديقتهما المفضلة بايتون لوتنر في الغابة وطعنها 19 مرة في محاولة لإثبات أن الشخصية الخيالية سليندر مان كانت حقيقية.
زحفت الضحية إلى طريق قريب حيث تم العثور عليها فيه، خرجت من المستشفى بعد 6 أيام. وقد ثبت أن الجناة غير مذنبين بسبب مرض أو عيب عقلي وتم إيداعهم في مؤسسات الصحة العقلية لعقوبات تتراوح بين 25 و 40 عامًا.

## خلفية

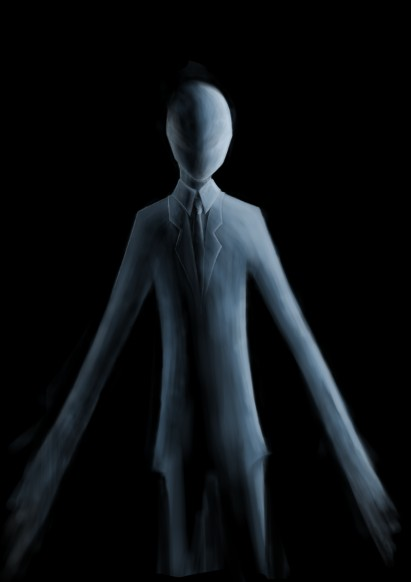
تصوير فني لشخصية سليندر مان

سليندر مان هو شخصية خيالية تم انشاوها في منتديات سمثنغ أوفول عبر الإنترنت لمسابقة الصور الخارقة للطبيعة في الفوتشوب لعام 2009. توسعت أسطورة سليندر مان لاحقًا من قبل عدد من الأشخاص الآخرين الذين ابتكروا قصصًا خيالية وصورًا فنية إضافية للشخصية.
سليندر مان هو شخصية رفيعة وطويلة، ذات وجه ورأس أبيض لا ملامح لهما. تم تصويره على أنه يرتدي بدلة سوداء، ويظهر أحيانًا مع مجسات تنبت من ظهره. وفقًا للأقاويل سليندر مان يمكن أن يتسبب في فقدان الذاكرة ونوبات السعال والسلوك بجنون العظمة لدى الأفراد. غالبًا ما يصور مختبئًا في الغابات أو يطارد الأطفال.
الضحية بايتون لوتنر، والجناة، أنيسا ويير ومورجان جيسر، يبلغون من العمر 12 عامًا وقت وقوع الطعن، وكانوا زملاء دراسة في نفس المدرسة. أكد مدير المدرسة لاحقًا أنه لم يكن لدى ويير ولا جيسر أي مشاكل تأديبية سابقة. لقد كانا في غرفة نوم معًا في الليلة التي سبقت الطعن. اكتشفت الفتاتان سليندر مان على موقع كريبي باستا ويكي. قالوا لاحقًا إنهم اعتقدوا أن سليندر مان حقيقي، وأرادوا إثبات ولائهم له حتى يصبحوا «وكلاءه»، ويتسنى لهم العيش في قصره، ويثبتوا وجوده، ويمنعوه من إيذاء عائلاتهم. لقد اعتقدوا أن الطريقة الوحيدة للقيام بذلك هي قتل شخص ما،  وبعد ذلك سيصبحون خدمًا لـ سليندر مان ويعيشون في قصره، الذي اعتقدوا أنه يقع في غابة Chequamegon-Nicolet الوطنية. أوضحت جيسر خلال المقابلات مع الشرطة أنها شاهدت وسمعت هلوسة الأشباح منذ سن الثالثة، وكانت على يقين من أن «سليندر مان» طلب منها قتل صديقتها المقربة لإنقاذ حياة عائلتها.

## الهجوم
خططت ويير وجيسر في البداية لمهاجمة لوتنر في 30 مايو 2014. خططوا لغلق فم الضحية وطعنها في رقبتها والفرار. لم ينفذوا ذلك الهجوم. كان يعتقد أن ويير وجيسير كانتا «متعبين للغاية» أو «مترنحين للغاية». وبحسب ما ورد قالت جيسر «دعها تأخذ صباحًا آخر». كانت هناك خطة ثانية لمهاجمة لوتنر في حمام في حديقة محلية، واختير الموقع لحقيقة أن الحمام يحتوي على مصارف لدم لوتنر.
وقع الهجوم الفعلي في غابة قريبة تسمى (منتزه ديفيد) أثناء لعب الغميضة في 31 مايو 2014. تم تثبيت لوتنر وطعنها 19 مرة في الذراعين والساقين والجذع بسكين مطبخ بطول خمس بوصات (13) سم). جرحان في أعضاء رئيسية في الجسم أحدهما فقد شريانًا رئيسيًا في قلبها بأقل من ملليمتر، والآخر اخترق الحجاب الحاجز، مما أدى إلى قطع الكبد والمعدة. أخبرت ويير الضحية أن تستلقي لأن الدم سيخرج بشكل أبطأ. ثم أخبرت ويير وجيسر لوتنر أنهما سيحصلان على مساعدة لها، لكنهما غادرا بدلاً من ذلك. جرّت لوتنر نفسها إلى طريق قريب حيث وجدها راكب دراجة. اتصل راكب الدراجة برقم 911 عندما رآها.
تم القبض على ويير وجيسر بالقرب من الطريق السريع 94 في متجر ستينهافل للأثاث. كانت السكين المستخدمة في الطعن في كيس يحملونه. بينما لم تشعر جيسر بأي تعاطف، تم وصف ويير بأنها تشعر بالذنب لطعن الضحية، لكنها شعرت أن الهجوم كان ضروريًا لاسترضاء سليندر مان.
غادرت لوتنر المستشفى بعد سبعة أيام من الهجوم. عادت إلى المدرسة في سبتمبر 2014.

## الحكم
في عام 2017، أقرت ويير بأنها مذنبة لكونها طرفًا في محاولة القتل من الدرجة الثانية. ثم وجدت هيئة المحلفين أنها «غير مذنبة بسبب مرض عقلي أو عيب». قبلت جيسر عرضًا للدعوى لا تخضع بموجبه للمحاكمة وسيتم تقييمها من قبل الأطباء النفسيين لتحديد المدة التي يجب أن توضع فيها في مستشفى للأمراض العقلية. وأقرت في وقت لاحق بأنها مذنبة ولكن ثبت أنها غير مذنبة بسبب مرض عقلي أو عيب، وشُخصت بأنها مصابة بالفصام الذي يعاني منه والدها أيضًا.
حُكم على ويير بالسجن 25 عامًا مدى الحياة، وهي عقوبة غير محددة تتضمن حبسًا مغلقًا لمدة ثلاث سنوات على الأقل وعلاج غير طوعي في معهد للأمراض النفسية الحكومية، يتبعه إشراف مجتمعي حتى سن 37. حُكم على جيسير بالسجن المؤبد 40 عامًا كحد أقصى، وحكم غير محدد بالسجن لمدة ثلاث سنوات على الأقل، بالإضافة إلى العلاج غير الطوعي في مؤسسة نفسية حكومية حتى يتم حل الأعراض تمامًا أو حتى سن 53، أيهما قد يحدث أولاً؛ يتبعها الإشراف المجتمعي المستمر، وإعادة التقييم الدورية و / أو إعادة العمل ومزيد من العلاج، حسب الحاجة، كما هو مطلوب في الحكم الصادر.
في عام 2018، حكم قاضٍ من ولاية ويسكونسن على جيسير بالسجن 40 عامًا تحت إشراف منشأة للصحة العقلية. بينما ستتاح لجيسير بشكل دوري الفرصة لتقديم التماس لإطلاق سراحها من مرفق الصحة العقلية في المستقبل، ستظل تحت رعاية مؤسسية طوال مدة العقوبة 
في عام 2020، رفضت محكمة الاستئناف التماس جيسير لإعادة محاكمتها كحدث. جادل محاميها، ماثيو بينيكس، بأنه كان ينبغي اتهامها بمحاولة القتل العمد من الدرجة الثانية بدلاً من القتل العمد من الدرجة الأولى، وجادل بأن جيسير قدمت إفادات للمحققين قبل أن تقرأ حقوق ميراندا. وقد قدم التماساً إلى المحكمة العليا للولاية لمراجعة الحكم.